# Code du Coran
Le terme code du Coran (également connu sous le nom de code 19) fait référence à une théorie religieuse selon laquelle le texte du Coran contient un code mathématique complexe caché. Pour ses défenseurs, celui-ci serait une preuve mathématique de la paternité divine du Coran et ils pensent également qu'il peut être utilisé pour identifier les erreurs orthographiques dans le texte coranique. 
Cette théorie apologétique a été largement répandue dans le monde musulman avant de perdre de l'importance à la suite de certaines affirmations de son inventeur, Rashad Khalifa. Elle a été fortement critiquée par des chercheurs occidentaux, pour ses nombreuses erreurs méthodologiques ou pour les biais dans les calculs. Les critiques considèrent cette affirmation comme scientifiquement indéfendable.

## Histoire

### Développements
En 1969, Rashad Khalifa, un biochimiste égypto-américain, a commencé, dans le cadre d'une recherche personnelle, à analyser les lettres séparées du Coran et le Coran pour examiner certaines séquences de nombres. En 1973, il publie le livre Miracle of the Quran: Significance of the Mysterious Alphabets, dans lequel il analyse les lettres séparées à travers des énumérations et des distributions. Dans un premier temps, il donne une grande importance au chiffre 14 avant de se tourner vers le 19. 
Khalifa a ensuite affirmé avoir découvert un code mathématique, basé sur le nombre 19, dans le Coran en 1974.  Il a écrit le livre The Computer Speaks: God's Message to the World, dans lequel il théorise ce code du Coran. Pour l'existence d'un tel code, basé sur le nombre 19, il s'appuie sur la sourate 74, verset 30 : « Ils sont dix neuf à y (veiller). »,. Si ce nombre a fait l'objet de discussions, certains y voyant une référence à des textes gnostiques, Dye considère que celui-ci n'a été choisi que pour faire fonctionner la rime.
Cette théorie s'inscrit dans l'essor des polémiques inter religieuses des années 1970-1980, comme celles de Maurice Bucaille, cherchant à prouver de manière rationaliste et pseudo-scientifique la supériorité de l'islam. Pour Khan, elle s'inscrit, à la conjonction des mouvements de polémiques textuelles, du développement du concordisme coranique et de l'histoire des carrés magiques musulmans.

### Diffusion
Cette théorie, cherchant à prouver scientifiquement l'aspect miraculeux du Coran a été très largement diffusé dans le monde musulman. Certains penseurs musulmans ont promu cette théorie, en oubliant que les calculs présentés par Khalifa ne sont que des exemples sélectionnés par lui lorsqu'il était possible d'identifier un multiple de 19. De nombreux penseurs musulmans ont rejeté cette théorie. 
Cette théorie a été fortement reprise par l'apologétique populaire. Elle a, entre autres, été diffusée par l'apologète Ahmed Deedat. Pour Chodkiewicz, son "succès fut foudroyant dans l'ensemble du monde musulman" avant de perdre de l'important lorsque Khalifa commença à revendiquer un statut quasi-prophétique et à remanier le Coran pour le faire correspondre à sa théorie. En outre, son rejet des hadiths et sa prédiction de la fin du monde ont fait se lever des oppositions.
Ainsi, en 1987, son travail est réfuté par des religieux saoudiens et il est successivement considéré comme un "apostat" par le président de la ligue du monde musulman et comme un charlatan par Deedat.

## La théorie
Les partisans de cette affirmation, tels que les Submitters, qui sont membres de United Submitters International, une association initiée par Rashad Khalifa, ainsi qu'une partie des coranistes et des musulmans traditionnels, utilisent souvent certains décomptes de mots, des sommes de contrôle et des sommes croisées pour légitimer ce code.
Massey décrit ainsi plusieurs exemples d'assertions selon laquelle le chiffre 19 serait codé dans le Coran. Ainsi, selon Khalifa, 29 sourates commencent par des Lettres mystérieuses, utilisant 14 lettres de l'alphabet en 14 combinaisons. Or, pour l'auteur, 29+14+14=3*19. Massey souligne néanmoins que le choix de reconnaitre 14 lettres différentes alors que celles-ci ne portent pas de diacritiques est un choix de l'auteur qui n'est pas évident. De même pour lui, le premier verset fait 19 lettres, or 19*6 =114, le nombre de sourates du Coran.
À la suite de ses calculs, Rashad Khalifa a proposé la suppression de deux versets qu'il estimait avoir été ajoutés au texte initial peu de temps après la mort du prophète Mohammed. Il s'agit des deux derniers versets de la sourate 9. Ainsi, un des calculs de Khalifa est que le nombre de versets du Coran est de 6346 et non 6348, ce qui équivaut à 19*334. Or, 6346 ne correspond à aucun décompte traditionnel des versets coraniques. 
Pour Khalifa, "le Créateur avait laissé un message codé dans le Coran, attendant l'aube de l'ère numérique où le code pouvait enfin être déchiffré pour la première fois. Un nouvel âge s'était levé ; la foi n'est plus nécessaire ; tout doute possible a été levé, et la croyance a cédé la place à la connaissance".

## Réception dans le monde occidental
Les recherches de Khalifa ont reçu peu d'attention dans le monde occidental. En 1980, Martin Gardner mentionne les travaux de Khalifa dans Scientific American. En 1997, après le décès de Khalifa, il consacre un court article au sujet tout en étant chroniqueur pour le Skeptical Inquirer. 
Saaleh souligne que Khalifa a sélectionné les données qui fonctionnent et rejetant les autres. Ainsi, il considère que l'humain possède 209 os, alors qu'un adulte n'en possède généralement qu'entre 206 et 208, chiffre qui ne sont pas des multiples de 19 à la différence de 209. De même, des erreurs ont été relevées dans certains décomptes comme le nombre de fois que les noms Allah ou al Rahman sont cités dans le Coran.
Son argumentation possède de nombreux biais et défauts. Ainsi, l'auteur rejette les éléments qui ne correspondent pas à ses calcul et est "inconstant" dans ses modes de calcul : "Parfois ,il inclut des formes plurielles, parfois non. Un mot avec un pronom apposé doit-il être appelé un mot ou deux ?".
Pour Massey, "Certaines de ces découvertes, bien qu'intéressantes, semblent quelque peu artificielles". Cette théorie ne fait pas consensus chez les croyants et est considérée de manière critique dans la littérature scientifique. Pour Gardner, Khalifa "s'est trompé lui-même par un biais inconscient". L'auteur citant Daniel Lomax évoque une "fraude pieuse".

### Littérature religieuse
- (en) Abdullah Arik, Beyond Probability: God's Message in Mathematics, 2012 (ISBN 9781890825027)
- (en) Ahmed Deedat, Al-Qur'an: The Ultimate Miracle, 1979
- (en) Edip Yüksel, Nineteen: God’s Signature in Nature and Scripture, 2011 (ISBN 978-0979671593)
- (en) Rashad Khalifa, The Computer Speaks: God's Message to the World, 1981 (ISBN 9780934894388)

### Littérature scientifique
- (en) Matthew Stanley, A Miracle on Trial: A Critical Analysis of the Mathematical Miracle of the Quran (ISBN 978-0-9979040-2-4)
- (en) Yvonne Haddad-Yazbeck, Muslim Communities in North America, 1994 (ISBN 9780791420195), p. 34–36.
- Abdurrahmaan Saaleh, «  Sectarian Islam in America: The Case of United Submitters International-The Foundation », Islamic Studies, vol. 55, nos 3/4,‎ 2016, p. 235–259.